# Nathy Peluso: BZRP Music Sessions, Vol. 36
«Nathy Peluso: BZRP Music Sessions, Vol. 36» es una canción del productor argentino Bizarrap con la colaboración de la cantante argentina Nathy Peluso. Fue escrita por Peluso y producida por Bizarrap. La canción fue lanzada el 27 de noviembre de 2020 a través de la discográfica Dale Play Records y alcanzó el puesto 11 en las listas de música española (PROMUSICAE), llegando al puesto 4 en el Argentina Hot 100.

## Premios y nominaciones
| Año  | Premio                | Categoría                                     | Resultado | Ref.  |
| ---- | --------------------- | --------------------------------------------- | --------- | ----- |
| 2021 | Premios Carlos Gardel | Mejor álbum / canción de música urbana / trap | Ganadora  | [ 1 ] |
| 2021 | Premios Carlos Gardel | Canción del año                               | Nominada  | [ 1 ] |
| 2021 | Premios Carlos Gardel | Mejor videoclip corto                         | Nominada  | [ 1 ] |
| 2021 | MTV Millennial Awards | Artista viral / himno viral                   | Nominada  | [ 2 ] |

## Posicionamiento en listas
| Lista (2020-2021)                        | Posición más alta |
| ---------------------------------------- | ----------------- |
| Argentina (Argentina Hot 100)            | 4                 |
| Argentina National Song (Monitor Latino) | 11                |
| España (Top 100 Canciones)               | 11                |
| Global 200 Excl. US (Billboard)          | 64                |

| Lista (2020-2021)               | Posición |
| ------------------------------- | -------- |
| Argentina Digital Songs (CAPIF) | 5        |
| Paraguay (SGP)                  | 27       |
| Uruguay (CUD)                   | 9        |

## Certificaciones
| País      | Organismo certificador | Certificación | Ventas certificadas | Ref.   |
| --------- | ---------------------- | ------------- | ------------------- | ------ |
| Argentina | CAPIF                  | Oro           | 10 000              | [ 10 ] |
| Chile     | IFPI Chile             | Oro           | 5 000               | [ 11 ] |
| España    | PROMUSICAE             | 3× Platino    | 180 000             | [ 12 ] |

## Historial de lanzamiento
| País   | Fecha                   | Formato                    | Discográfica      |
| ------ | ----------------------- | -------------------------- | ----------------- |
| Varios | 27 de noviembre de 2020 | Descarga digital Streaming | Dale Play Records |